# Nueil-sur-Layon
Nueil-sur-Layon korábbi község Franciaország Loire mente régiójában, Maine-et-Loire megyében. 2016. január 1-jén hat másik korábbi községgel egyesült és Lys-Haut-Layon új község része lett.
Lakosainak száma 1315 fő (2018. január 1.). Nueil-sur-Layon Les Cerqueux-sous-Passavant, Cléré-sur-Layon, Concourson-sur-Layon, Passavant-sur-Layon, Saint-Georges-sur-Layon, Saint-Macaire-du-Bois, Tancoigné, Trémont, Les Verchers-sur-Layon, Lys-Haut-Layon, Bouillé-Loretz, Cersay, Loretz-d’Argenton és Vihiers községekkel határos.

## Népesség
A település népességének változása:
| Lakosok száma | 1700 | 1600 | 1501 | 1431 | 1319 | 1308 | 1341 | 1336 | 1337 | 1315 |
|               | 1962 | 1968 | 1982 | 1990 | 1999 | 2008 | 2011 | 2013 | 2017 | 2018 |